# Bruce Macfie
Bruce Macfie, soprannominato "The Preacher" (Dalby, 6 luglio 1978), è un kickboxer, thaiboxer e artista marziale australiano. È stato inserito nella top five dei pesi welter e superwelter della WMC. I suoi incontri sono stati trasmessi su diverse reti televisive, come Fox Sports, AXN (Asia), EuroSports, ESPN e ITV4 (Regno Unito).

## Carriera
Bruce inizia a lottare all'età di 17 anni. Diventa campione IFMA e WMC d'Oceania e d'Australia e, successivamente, si trasferisce in Thailandia.
Nel 2007 partecipa al reality show The Contender Asia, dove viene sconfitto dal thailandese Yodsanklai Fairtex.